# Parachabora
Parachabora é um gênero de traça pertencente à família Arctiidae.